# Mesorhaga albiciliata
Mesorhaga albiciliata är en tvåvingeart som först beskrevs av Aldrich 1893.  Mesorhaga albiciliata ingår i släktet Mesorhaga och familjen styltflugor. Inga underarter finns listade i Catalogue of Life.